# هرمان ديتريش
هرمان ديتريش (بالألمانية: Hermann Dietrich)‏ هو محامي وسياسي ألماني، ولد في 14 ديسمبر 1879 في ألمانيا، وتوفي بنفس المكان في 6 مارس 1954. حزبياً، نشط في الحزب الديمقراطي الحر والحزب الديمقراطي الألماني والحزب الليبرالي القومي (ألمانيا). انتخب Member of the Second Chamber of the Diet of the Grand Duchy of Baden ‏ وانتخب عمدة وانتخب عضو مجلس النواب الألماني للجمهورية فايمار.

## روابط خارجية
- هرمان ديتريش على موقع مونزينجر (الألمانية)